# Amanse de Reims
Saint Amansius, Amanse ou Amand, disciple de saint Pierre est ordonné archevêque en 68. Il siégea vingt et un ans et mourut le 4 novembre 89. Il reçut la sépulture dans l'église de saint Sixte et saint Sinice à Reims.
On ne lui connaît pas de successeur jusqu'au temps de Constantin (306).

## Sources
- Sources : Flodoard 894-966.